# Blutzbrüdaz – die Mukke zum Film
Blutzbrüdaz – die Mukke zum Film ist das Soundtrack-Album zum Film Blutzbrüdaz und wurde am 2. Dezember 2011 über Universal Music Group als Standard- und Deluxe-Edition veröffentlicht. An dem Großteil der Lieder ist der deutsche Rapper Sido beteiligt, der auch Hauptdarsteller des Films ist.

## Beteiligte Künstler
Der Hauptkünstler Sido ist auf zehn der 17 Lieder des Albums zu hören, während sein Rapkollege B-Tight, der ebenfalls Hauptdarsteller im Film ist, auf acht Songs vertreten ist. Je zwei Beiträge stammen von den Rappern Alpa Gun und MoTrip. Der US-amerikanische Rapper Erick Sermon steuerte ebenso wie der Frankfurter Rapper Haftbefehl einen Solotrack zum Album bei. Außerdem haben der bereits 1996 verstorbene Sänger Rio Reiser, Sidos damalige Freundin Doreen sowie die Rapper Favorite, Damion Davis, Tony D und Laas Unltd. je einen Gastauftritt.

## Produktion
Ein Großteil (zwölf der 17 Lieder) des Albums wurde von dem deutschen Musikproduzent DJ Desue produziert. Die Single Geboren um frei zu sein wurde von dem Produzentenduo Beatzarre und Djorkaeff produziert, während die Produzenten Marek Pompetzki, Paul NZA und Cecil Remmler in Zusammenarbeit drei Instrumentals zum Album beisteuerten. Außerdem wurde das Lied Bruda hin Bruda her von dem Frankfurter Produzentenduo Bounce Brothas produziert. Die neun Instrumentalstücke der Bonus-CD der Deluxe-Edition stammen von DJ Desue (zwei Titel) und Sven Helbig (sieben Lieder).
| Professionelle Bewertungen | Professionelle Bewertungen |
| -------------------------- | -------------------------- |
| Kritiken                   |                            |
| Quelle                     | Bewertung                  |
| laut.de                    | [ 1 ]                      |

## Covergestaltung
Das Albumcover ist in Türkis gehalten und zeigt zwei zur Faust geballte Hände, von denen eine ein Mikrofon hält. Im oberen Teil des Bildes steht der weiße Schriftzug Sido und im unteren Teil der Titel Blutzbrüdaz – die Mukke zum Film ebenfalls in Weiß. Die Deluxe-Edition ziert das gleiche Cover, allerdings in roten Farbtönen.

## Titelliste
| #  | Titel                       | Künstler                              | Produzent                                | Länge |
| -- | --------------------------- | ------------------------------------- | ---------------------------------------- | ----- |
| 1  | Hol doch die Polizei        | Sido & B-Tight                        | DJ Desue                                 | 2:44  |
| 2  | Mund auf                    | Sido & B-Tight                        | DJ Desue                                 | 2:38  |
| 3  | An’s Meer                   | Sido & B-Tight                        | DJ Desue                                 | 2:28  |
| 4  | Arbeitsamt                  | Sido feat. Favorite                   | DJ Desue                                 | 3:18  |
| 5  | Blutzbrüdaz                 | Alpa Gun                              | Marek Pompetzki, Paul NZA, Cecil Remmler | 3:11  |
| 6  | Make Room                   | Erick Sermon                          | DJ Desue                                 | 2:38  |
| 7  | Spring rauf                 | Sido                                  | DJ Desue                                 | 3:31  |
| 8  | Tageslicht                  | Sido feat. B-Tight, Alpa Gun & Doreen | DJ Desue                                 | 3:44  |
| 9  | Bis zur Sonne               | Sido feat. B-Tight & Damion Davis     | DJ Desue                                 | 4:31  |
| 10 | Geboren um frei zu sein     | Sido feat. Rio Reiser                 | Beatzarre, Djorkaeff                     | 3:42  |
| 11 | Bruda hin Bruda her         | Haftbefehl                            | Bounce Brothas                           | 2:50  |
| 12 | Immer tiefer in den Dreck   | MoTrip feat. Sido                     | Marek Pompetzki, Paul NZA, Cecil Remmler | 3:34  |
| 13 | Das Leben ist ein Arschloch | Sido feat. MoTrip & Laas Unltd.       | Marek Pompetzki, Paul NZA, Cecil Remmler | 3:34  |
| 14 | Das bin ich                 | B-Tight                               | DJ Desue                                 | 2:13  |
| 15 | Ich Rappe 2012              | B-Tight                               | DJ Desue                                 | 2:44  |
| 16 | Jippie Jey                  | B-Tight & Tony D                      | DJ Desue                                 | 3:58  |
| 17 | Endstation (Live)           | Sido                                  | DJ Desue                                 | 3:03  |

Bonussongs der Deluxe-Edition:
| # | Titel                    | Produzent   | Länge |
| - | ------------------------ | ----------- | ----- |
| 1 | Braunschweig             | DJ Desue    | 2:19  |
| 2 | Falscher Beat            | DJ Desue    | 2:23  |
| 3 | Hang Loose               | Sven Helbig | 2:59  |
| 4 | Urban Soldiers           | Sven Helbig | 3:26  |
| 5 | My Bottle Is a Holy Pool | Sven Helbig | 2:05  |
| 6 | Flucht                   | Sven Helbig | 0:39  |
| 7 | Pussy Devil              | Sven Helbig | 3:10  |
| 8 | Drop Off Your Gear       | Sven Helbig | 2:03  |
| 9 | Jasmin                   | Sven Helbig | 2:33  |

## Chartplatzierungen und Singles
Das Album stieg am 16. Dezember 2011 auf Platz 25 in die deutschen Charts ein und erreichte fünf Wochen später mit Rang 10 die Höchstposition. Insgesamt hielt sich Blutzbrüdaz – die Mukke zum Film 13 Wochen in den Top 100. In Österreich belegte der Tonträger Platz 4 und in der Schweiz Position 16.
Am 24. November 2011 wurde der Song Geboren um frei zu sein von Sido und Rio Reiser als erste Single zum Download ausgekoppelt. Er erreichte Platz 41 der deutschen Charts und hielt sich sieben Wochen in den Top 100. Die zweite Single Hol doch die Polizei von Sido und B-Tight erschien am 20. Januar 2012 und belegte Rang 58 in den deutschen Charts. Obwohl das Lied Endstation (Live) von Sido nicht als Single veröffentlicht wurde, erreichte es aufgrund hoher Downloadzahlen Position 73 in Österreich.

## Verkaufszahlen und Auszeichnungen
Blutzbrüdaz – die Mukke zum Film wurde im Juli 2017 in Deutschland und im April 2012 in Österreich mit einer Goldenen Schallplatte ausgezeichnet. Damit wurde das Album mindestens 110.000 Mal verkauft.
| Land/Region        | Auszeichnungen für Musikverkäufe (Land/Region, Auszeichnung, Verkäufe) | Verkäufe |
| ------------------ | ---------------------------------------------------------------------- | -------- |
| Deutschland (BVMI) | Gold                                                                   | 100.000  |
| Österreich (IFPI)  | Gold                                                                   | 10.000   |
| Insgesamt          | 2× Gold ·                                                              | 110.000  |